# Drum național 51
Der Drum național 51 (rumänisch für „Nationalstraße 51“, kurz DN51) ist eine Nationalstraße in Rumänien.

## Verlauf
Die Straße beginnt an der Donaufähre, die von Swischtow in Bulgarien zum Donauhafen von Zimnicea führt, und führt über Zimnicea, wo sie auf die Drum național 5C und die Drum național 51A trifft, nach Smârdioasa, und folgt von dort an dem Fluss Vedea nach der Kreishauptstadt Alexandria, wo sie an der Drum național 6 (Europastraße 70) endet.
Die Länge der Straße beträgt rund 43 Kilometer.